# 丹尼爾·哈爾克
丹尼爾·查基·干沙利斯（西班牙語：Daniel Jarque González，1983年1月1日—2009年8月8日）是一名前西班牙足球運動員，司職中堅，生前效力西甲球會愛斯賓奴，出身自愛斯賓奴的青訓系統。2009年8月8日在意大利進行集訓期間，因心臟衰竭猝死，享年26歲。就在逝世的一個月前，他被任命成為愛斯賓奴的隊長。

## 足球生涯
出生於巴塞隆拿，查基出身自愛斯賓奴的青訓系統，2002/03球季首次為球隊於西甲上陣，於2002年10月20日對維爾瓦，經過兩季15場比賽後，他成為球隊的後防重心，贏得2006年西班牙盃。
2006/07球季，和球會簽下直至2009年的新約後，查基踢了14場歐洲足協盃賽事，帶領愛斯賓奴殺入決賽，可惜互射十二碼敗予西維爾。於前一季，他為球隊貢獻四個聯賽入球，愛斯賓奴排名第15位。
2009/10球季展開，查基從球會傳奇人物達蒙度接過了隊長一職。

### 逝世
據多個傳媒報道，查基被發現在愛斯賓奴的意大利佛羅倫斯科韦尔奇亚诺（Coverciano）季前集訓營猝死。他正和女友通電話時突然心臟病發作，他因沒有用餐而被隊友發現。
有其他新聞來源指出查基的女友曾向一名隊友告假。
2009年8月15日，阿仙奴隊長法比加斯，亦即查基於西班牙U21的隊友，在阿仙奴於英超作客6:1擊敗愛華頓中入球後，跑到後備席舉起一件印有「JARQUE」字樣、以及查基於愛斯賓奴5季所穿的21號球衣悼念，並於賽後表示將入球獻給他。
2010年7月11日，南非世界盃足球賽冠軍戰西班牙對荷蘭，西班牙隊攻入致勝球的安德烈斯·伊涅斯塔，脫下了他的球衣，秀出了「DANI JARQUE, SIEMPRE CON NOSOTROS」（Dani Jarque永遠與我們同在）字樣，將此進球獻給丹尼爾·查基，不過也因此吃了張黃牌。

## 榮譽
- 愛斯賓奴
  - 西班牙國王盃冠軍：2005/06
  - 歐洲足協盃亞軍：2006/07
- 西班牙U19（英语：Spain national under-19 football team）
  - U19歐國盃冠軍：2002年

## 外部連結
- 查基 西甲數據 （西班牙文）